# Vanda Miranda
Vanda Miranda (23 de Fevereiro de 1972) é uma radialista portuguesa.

## Carreira
Viveu na Moita durante a sua infância onde começou a fazer rádio ainda adolescente, no Rádio Clube da Moita. Profissionalmente estreou-se na Super FM. Aos 20 anos recebeu o convite para trabalhar na Rádio Energia, onde esteve 5 anos, até ao fim do projecto. 
Chega à Rádio Comercial na altura em que a estação passa a ter o formato de "rádio-rock". Faz parte da equipa do Programa da Manhã, com Pedro Ribeiro, Nuno Markl, Vasco Palmeirim e Ricardo de Araújo Pereira, e mais tarde César Mourão.
Diz que quer ser lembrada como uma "mulher da rádio". Entre os seus colegas de trabalho é conhecida como a "rockeira". Diz que o momento mais embaraçoso da sua vida foi quando Nuno Markl leu uma das páginas do seu diário na rubrica Caderneta de Cromos.
Em Maio de 2016, deixa a Rádio Comercial para abraçar novo projecto na M80. 